# Éva Angyal
Éva Angyal (Boedapest, 18 april 1955) is een voormalig Hongaars handbalspeelster.

## Carrière
Angyal pakte met Hongarije een bronzen medaille op het WK 1975 in Sovjet-Unie, ze pakte drie jaar later nog eens brons in Tsjecho-Slowakije. Vier jaar later pakt ze zilver met de ploeg op het WK in Hongarije. Daarnaast maakte ze ook deel uit van de ploeg die deelnam aan de Olympische Spelen in 1976 in Montreal, waar ze met de ploeg brons veroverde.
- Nederlandse Thesaurus van Auteursnamen: 099643138
- Virtual International Authority File: 284957381